# 大執法
《大執法》是中國電視公司（中視）八點檔連續劇，播出期間為1983年9月12日至1984年1月23日，羅鍾繹、李祖興領導大鑼製作公司製作，董昇編劇，根據清朝名臣施世綸故事改編。

## 概要
《大執法》主要描寫順天府尹施世綸秉公論案、伸張正義、以民為本的為官精神，主要演員陣容包括崔浩然飾演施世綸、周紹棟飾演黃天霸、邱庭飾演溥格爾格格，主題曲〈大執法〉由新格唱片新人林禹勝主唱。俞凱爾製作的中視林禹勝電視專輯《林禹勝專輯》，第一首歌就是〈大執法〉搭配《大執法》片段。
1983年10月，原本預計播出30集的《大執法》已確定延長為42集，羅鍾繹表示，《大執法》是他的第一齣自製戲劇，能得到中視的支持使他很感欣慰，但製作單元劇仍是他最熱衷的目標，他希望《大執法》不計成本的製作態度能為戲劇節目帶來一些好的迴響。
由於《大執法》是古裝推理劇，劇中有很多拗口的台詞，大鑼製作公司請來中國廣播公司資深女播音員徐謙矯正演員們的發音。
1983年11月，《大執法》延長為60集，邁入30集以後的製作。由於崔浩然與邱于庭相繼發生體力不支而在攝影棚昏倒事件，周紹棟則因電影軋戲經常有分身乏術之虞，大鑼製作公司將《大執法》30集以後的戲擴大層面，將戲路分成三方面同時並進：戲路的擴展起於施世綸因屢破奇案而被朝廷升為御史，繼續督導辦案；由於施世綸的升官，溥格爾格格也回到宮廷中；以黃天霸為中心的戲，增加若干單元，表現一些兒女私情的柔戲。當時《大執法》每三天播出一個獨立的故事，為了壯大聲勢，大鑼製作公司曾邀請胡茵夢在本劇中飾演一位古典美女；但是胡茵夢是亞太影展主持人之一、而且忙著上電視宣傳她即將上映的電影《太陽也哭泣》，故未成案，大鑼製作公司轉而邀請施思與恬妞參演。
1983年，《大執法》共播出96集，獲中國國民黨中央文化工作會頒贈獎狀。

## 演員
- 崔浩然 飾演 施世綸
- 周紹棟 飾演 黃天霸
- 王俠 飾演 馬步青
- 邱庭 飾演 溥格爾格格
- 陳莎莉 飾演 福晉
- 金滔 飾演 王府護衛
- 周仲廉 飾演 王府護衛
- 李藝民 飾演 御史護衛
- 吳元俊 飾演 御史護衛
- 劉長鳴 飾演 康熙皇帝
- 郎雄 飾演 總督
- 葛香亭 飾演 宗人府宗令
- 關毅 飾演 皇太后
- 盧碧雲 飾演 太福晉

## 相關作品
- 《施公奇案》

1997年中華電視公司八點檔連續劇，同樣是敘述施世綸辦案的故事，且為華視第三部古裝長壽單元劇。劇中施世綸一角由廖峻飾演。